# Helmut Jedele
Helmut Jedele (* 31. Oktober 1920 in Heilbronn; † 26. April 2012 in München) war ein deutscher Filmproduzent und Rektor der Hochschule für Fernsehen und Film in München.

## Leben
Jedele studierte nach dem Abitur ab 1945 in Tübingen und Mainz Germanistik, Theaterwissenschaft, Philosophie und Psychologie. Der Rundfunk bot ihm in den 1950er Jahren zahlreiche Möglichkeiten der Mitarbeit. Zunächst arbeitete er als Reporter. Später entstanden neue Literaturformen: das Hörspiel, Radio-Essays und Features. In Stuttgart beim SDR machte die so genannte „Genietruppe“ um Martin Walser und Jedele schnell von sich reden. Anfang 1952 promovierte er mit einer Dissertation über „Reproduktivität und Produktivität im Rundfunk“ zum Dr. phil.
In der Folgezeit konzentrierte er sich auf die Einführung des Fernsehens und wurde damit zu einem der Väter der ARD. Im Herbst 1953 wurde er zunächst Fernsehbeauftragter, dann Fernsehdirektor des Süddeutschen Rundfunks. In dieser Funktion war er 1957 Vorsitzender der Fernsehprogramm-Konferenz und Koordinator des „Deutschen Fernsehens“.
1959 ging er zur Bavaria Atelier GmbH (Bavaria Film) nach München, einem Tochterunternehmen des WDR und „seines“ SDR. Erst als Geschäftsführer und dann als Generaldirektor stand er an der Spitze dieser größten Fernseh- und Filmproduktionsstätte in Europa. Aus Stuttgart folgten ihm viele Talente wie Michael Pfleghar, Oliver Storz oder Franz Peter Wirth an die Isar. Die Bavaria Film entwickelte sich unter seiner Führung zum größten deutschen TV-Lieferanten und zum international anerkannten Filmstudio. Gleich zwei Mal wählte Billy Wilder das „bayerische Hollywood“ als Drehort: 1961 mit Eins, Zwei, Drei und 1978 mit Fedora. Jedele produzierte den Robert-Aldrich-Film Das Ultimatum und brachte Lothar-Günther Buchheims Roman Das Boot zur Bavaria Film.
Er übernahm 1967 zusätzlich die Leitung der Abteilung Film an der neu gegründeten Hochschule für Fernsehen und Film in München – ab 1973 war er deren Rektor. Unter anderem gehörten Wim Wenders, Bernd Eichinger und Roland Emmerich zu seinen Studenten.
Anfang der 1980er Jahre gründete er seine eigene Produktionsgesellschaft. Mit vielen Dokumentationen war er neben seiner Tätigkeit an der HFF bis weit über sein 80. Lebensjahr künstlerisch aktiv. Jedele war Träger des Bundesverdienstkreuzes 1. Klasse und des Bayerischen Verdienstordens.
Jedele war mit Irmgard, geb. Fellhauer, verheiratet und wurde Vater dreier Kinder: Markus Jedele, Stefan Jedele und Andrea Jedele.

## Filmografie (Auswahl)
- 1967: Der Diamantenprinz (Jack of Diamonds) (Regie: Don Taylor)
- 1970: Deep End (Regie: Jerzy Skolimowski)
- 1977: Das Ultimatum (Twilight's Last Gleaming) (Regie: Robert Aldrich)
- 1977: Des Teufels Advokat (Regie: Guy Green)
- 1978: Fedora (Regie: Billy Wilder)

## Hörspiele (Regie)
- 1949: Max Kommerell: Das verbesserte Biribi (Hörspiel – SDR)